# 껌 성운

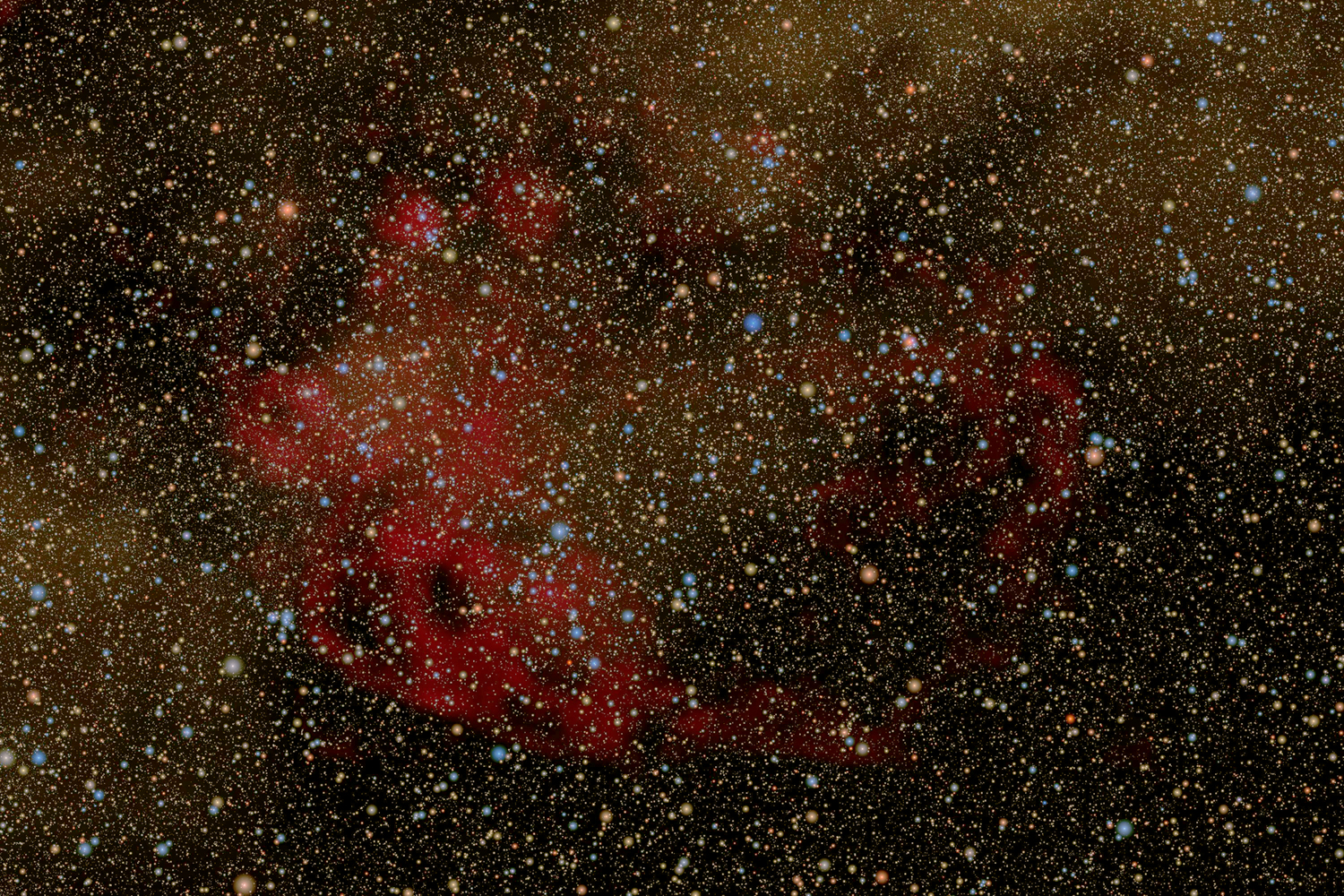

껌 성운(Gum Nebula)은 돛자리와 고물자리에 걸쳐진 남쪽 36°에 걸쳐 연장되어 있는 초신성 잔해이다. 이 성운은 지구에서 약 1470광년 떨어진 곳에 위치하고, 약 100만 년 전에 일어난 초신성 잔해가 크게 확장되어 현재의 모습으로 걸쳐진 것으로 널리 알려졌다. 이 성운은 현재도 확장중이며, 최근 연구에는 전리수소영역일 수 있다. 이 성운 부근에는 돛자리 펄사, 돛자리 초신성 잔해가 위치 해 있다. 껌 성운은 밀집된 구름 중심부에는 O형 항성인 돛자리 감마 및 고물자리 제타 별의 강력한 복사에 영향을 받았으며, 껌 성운이  돛자리 초신성 잔해가 일어나기 전의 항성을 만든 성운이다.

## 같이 보기
- 바너드 루프